# Large Scale Integration
Large Scale Integration (em português, Integração em Larga Escala) é um termo técnico em inglês da área de microeletrônica. Refere-se a uma das técnicas existentes de fabricação de circuitos integrados.
Frequentemente referidos por meio da sigla LSI, estes circuitos têm grande escala de integração, geralmente contendo mais de 10.000 transistores em um encapsulamento.
Ficou incluído na 4ª geração dos computadores, e foi substituído pelo VLSI (Very Large Scale Integration).